# Same (Timor Wschodni)
Same – miasto w Timorze Wschodnim, stolica administracyjna dystryktu Manufahi, położone 81 km na południe od stolicy kraju Dili. Miasto zamieszkuje 25 000 osób.